# Сидлиско КВП
Сидлиско КВП, КВП значи Кошички владин програм, (слч. Sídlisko KVP) је градска четврт Кошица, у округу Кошице II, у Кошичком крају, Словачка Република.

## Становништво
Према подацима о броју становника из 2011. године градско насеље је имало 25.223 становника.